# 光辉克劳蟹
光辉克劳蟹（学名：Kraussia nitida）为近圆蟹科克劳蟹属的动物。分布于日本、印度沿海以及中国大陆的福建等地，生活环境为海水，多栖息于低潮线附近以及沙质浅海滩上。